# Gilbert Benthall
Gilbert Benthall (* 15. Juni 1880 in Twickenham; † 18. Februar 1961 in Amersham) war ein britischer Graphiksammler und Amateur-Kunsthistoriker.

## Leben
Er besuchte die St Dunstan’s School und nahm als Offizier der Royal Garrison Artillery am Ersten Weltkrieg teil. Danach arbeitete er bis zu seinem Ruhestand 1950 im öffentlichen Dienst. Er verfasste eine Monographie zu John Hamilton Mortimer, für die er jedoch keinen Verlag fand, das Manuskript befindet sich in der Bibliothek des Victoria and Albert Museum in London. Anschließend begann er mit Forschungen zur Geschichte der Kunstschulen in London vor der Gründung der Royal Academy. Auch dieses Werk blieb ungedruckt, das Manuskript Early Art Schools in London 1635–1770 befindet sich ebenfalls in der Bibliothek des Victoria and Albert Museum.